# Els pescadors de Sant Pol

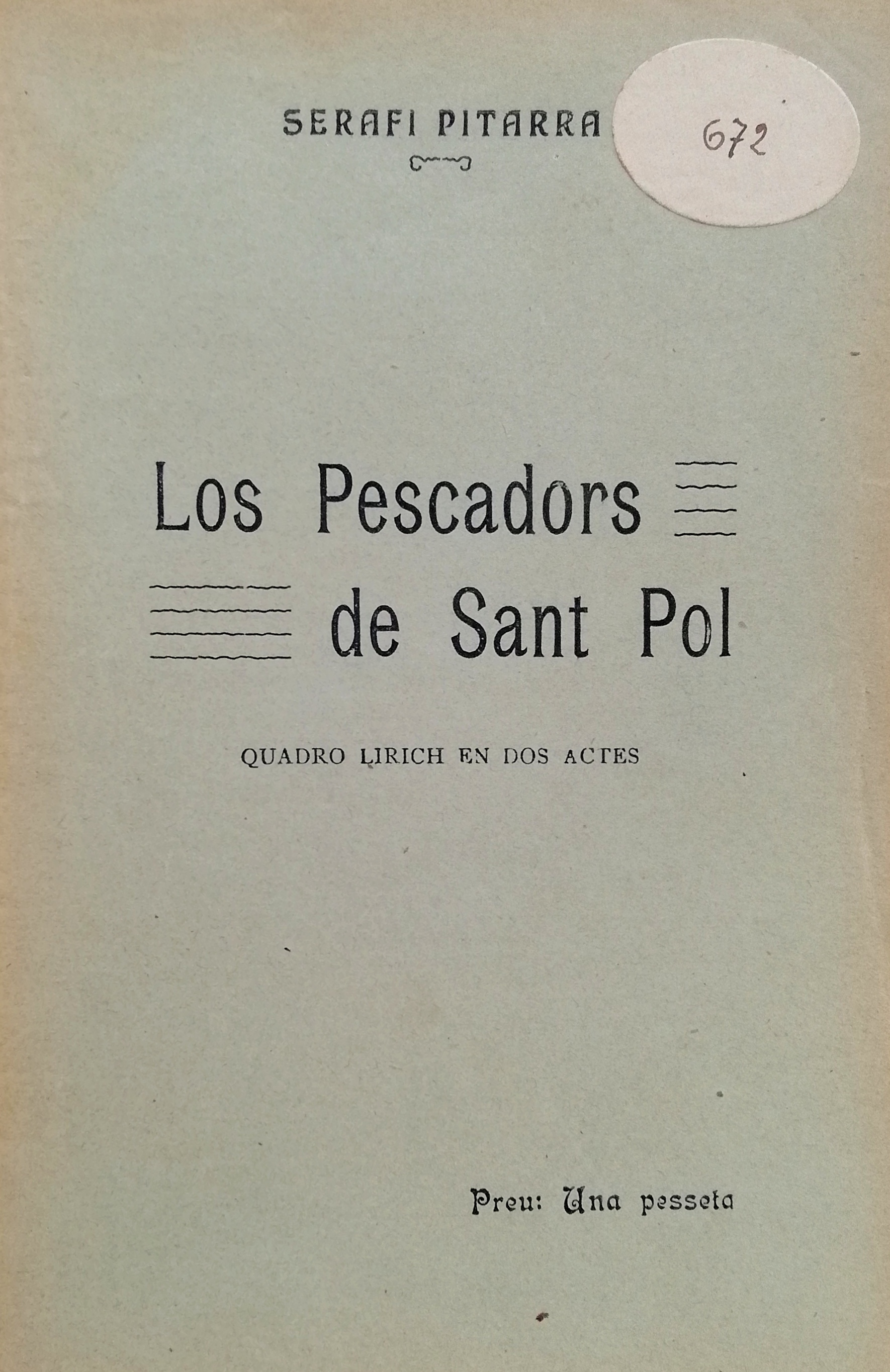
Los pescadors de Sant Pol, obra lírica en vers. Estrenada al teatre Tívoli de Barcelona l'any 1869. Llibre publicat el 1910 dins la col·lecció La Escena Catalana

Los pescadors de Sant Pol (Els pescadors de Sant Pol en català normatiu) és una sarsuela en dos actes, amb llibret de Frederic Soler i música de Josep Teodor Vilar, estrenada al Teatre del Tívoli de Barcelona, el 15 d'abril de 1869.
L'acció succeeix a la platja de Sant Pol.
D'actors que van interpretar-la el dia de l'estrena.
- Agneta: Teresa Vives
- Panchita: Enriqueta Alemany
- Don Pau: Ròmul Cuello
- Jan: Eduard Mollà
- Carlos: Francisco Ferrer
- Domingo: Josep Torres
- Met: Joan Roca
- Rap: Josep Roca
- Pescador 1: Pere Corts
- Pescador 2: Joan Reniu

## Edicions
- 2ª ed.: Impremta de Salvador Bonavia. Barcelona, 1910. Col·lecció La Escena Catalana